# Bulgares du Banat

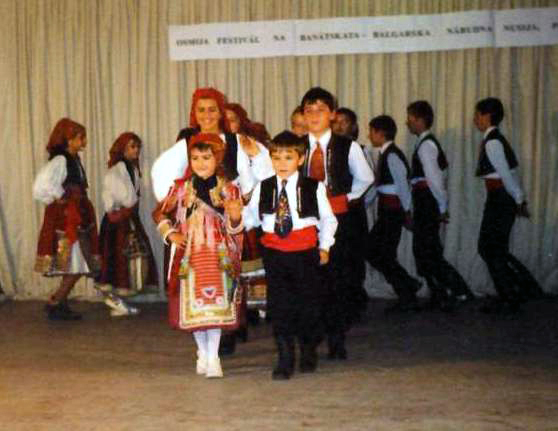
Bulgares du Banat lors d'un festival à Timișoara.

Les Bulgares du Banat (en bulgare du Banat : Banátsći balgare; en bulgare cyrillique : Банатски българи) sont un groupe ethno-confessionnel de la région historique du Banat,.
Ils se sont installés dans le Saint Empire romain germanique en deux vagues après l'insurrection de Tchiprovtsi et après la guerre austro-russo-turque de 1735-1739, cette dernière se terminant par le traité de Belgrade.
Les Bulgares du Banat sont catholiques et utilisent l'alphabet latin, c'est pourquoi leur langue et leur alphabet archaïques spécifiques sont différenciés en une troisième variante régionale de la langue bulgare, connue sous le nom de langue du Banat bulgare.
Les Bulgares du Banat ont leur propre histoire spécifique et très longue. Ils sont les héritiers des Pauliciens, c'est-à-dire du paulicianisme et peut-être des Slaves d'Asie Mineure. Selon toute probabilité, leur secte a apporté le bogomilisme au Premier Empire bulgare.
Après le Concile de Trente, la papauté leur accorda une attention particulière lors de la Contre-Réforme et les convertit au catholicisme. Pour cette raison, ils étaient des alliés de la Sainte-Ligue (1684) dans sa lutte contre les alliés hongrois ottomans, dirigés par Imre Thököly.